# Correspondance littéraire, philosophique et critique
Correspondance littéraire, philosophique et critique – pisany ręcznie korespondencyjny biuletyn francuski, poświęcony nowościom we francuskiej literaturze, sztuce i myśli. Wydawany był w latach 1747–1793.
Założony przez Guillaume-Thomasa Raynala, początkowo nosił tytuł Nouvelles littéraires. W 1753 roku głównym redaktorem periodyku został Friedrich Melchior von Grimm, a nazwa zmieniła się na Correspondance littéraire, philosophique et critique. Współpracowali przy jego tworzeniu między innymi Denis Diderot, Jacques-Henri Meister, Louise d’Épinay. Correspondance był periodykiem poufnym i rozsyłanym tylko zaufanym osobom, w związku z tym jego treść nie podlegała żadnej cenzurze ze strony władz francuskich, co sprzyjało głoszeniu kontrowersyjnych poglądów. Abonentami czasopisma była arystokracja i głowy koronowane ówczesnej Europy.

## Niektórzy odbiorcy
- Katarzyna II
- Gustaw III, król Szwecji
- Luiza Ulryka, siostra Fryderyka II, króla Prus
- August III Sas, król Polski